# Fantastic Four (serial din 1994)
Cei patru fantastici (în engleză Fantastic Four, cunoscut de asemenea ca Fantastic Four: The Animated Series) este un serial de animație american cu supereroi bazat pe echipa cu același nume din Marvel Comics. Serialul a fost difuzat în sindicalizare ca parte a blocului Marvel Action Hour pentru două sezoane și 26 de episoade între 24 septembrie 1994 și 24 februarie 1996.
Avându-i ca protagoniști pe cei patru eroi principali Sue, Johnny, Ben și Reed, aceștia iși dobândesc puteriile impresionante în timpul unei călatorii în spațiu, când, o forță misterioasă acționează asupra navetei lor cosmice, înzestrându-i cu următoarele puteri: Sue - are capacitatea de a deveni invizibilă; Johnny - primește puterea de a putea deveni o torță umana; Ben - este alcătuit din cărămidă roșie iar Reed - își poate întinde membrele și corpul oricât de mult dorește.

## Debut
Inițial Cei patru fantastici au apărut în 1961, sub forma unor benzi desenate. Abia în 1990 povestea a fost ecranizată, creeându-se serialul animat. În 2005, respectiv 2007 au mai apărut două filme Fantastic four.

## Poveste
După cum am precizat mai sus cei patru eroi și-au căpătat puteriile în urma unei călătorii în spațiu. După puterile lor ei sunt porecliți astfel: Sue - Femeia invizibilă; Johnny - Torța umană; Ben - Lucru; Reed - Domnul fantastic.
Principalii dușmani ai celor patru sunt: Annihilus, Doctor Doom, Galactus, Păpușarul, care este tatăl Aliciei - iubita lui Ben.

## Difuzare în România
Serialul a fost difuzat de postul românesc de televiziune Jetix. În prezent el rulează sub administrarea Cartoon Network cu o versiune îmbunătățită.

## Distribuție
- Beau Weaver - Mister Fantastic/Reed Richards, Trapster, Admiral Koh, T'Chaka
- Lori Alan - Invisible Woman/Susan Storm
- Quinton Flynn - Human Torch/Johnny Storm (Season 2)
- Chuck McCann - The Thing/Benjamin J. Grimm
- Brian Austin Green - Human Torch/Johnny Storm (Season 1)
- John Vernon - Doctor Doom (first voice) [necesită citare]

- Neil Ross - Doctor Doom (second voice), Puppet Master, Warlord Krang, Super-Skrull (Season 1)
- Simon Templeman - Doctor Doom (third voice)
- Pauline Arthur Lomas - Alicia Masters

### Alte roluri
- Edward Albert - Silver Surfer (Season 2)
- Gregg Berger - Mole Man
- Mary Kay Bergman - Princess Anelle
- Jane Carr - Lady Dorma
- Rocky Carroll - Triton (first voice)
- Dick Clark - Himself
- Jim Cummings - Slasher Curtis, President Bill Clinton, Votan
- Keith David - Black Panther
- Michael Dorn - Gorgon
- Ron Feinberg - Terrax (Season 2)
- Ron Friedman - Blastaar
- Brad Garrett - Hydro-Man
- George Gee - Himself
- Dan Gilvezan - Warlord Morrat
- Benny Grant - Rick Jones
- Richard Grieco - Danny Ketch/Ghost Rider
- Mark Hamill - Kree Sentry, Maximus the Mad, Triton (second voice)
- Jess Harnell - Impossible Man, Super-Skrull (Season 2)
- Jamie Horton - Psycho-Man
- Charles Howerton - Klaw
- Kathy Ireland - Crystal
- Tony Jay - Galactus, Terrax (Season 1)
- Green Jelly - Themselves
- Clyde Kusatsu - Annihilus, Karnak
- Kay E. Kuter - Ego the Living Planet
- Joan Lee - Mrs. Lavinia Forbes
- Stan Lee - Himself
- Kerrigan Mahan - Seeker
- Leeza Miller McGee - Nova
- Richard McGonagle - Franklin Storm
- Katherine Moffat - Commander Lyja
- Iona Morris - Medusa
- Alan Oppenheimer - Firelord, Uatu
- Gary Owens - Himself
- Ron Perlman - Bruce Banner/Hulk, Wizard
- Riff Regan - Melinda
- John Rhys-Davies - Thor
- Robert Ridgely - Skrull Emperor
- Robin Sachs - Silver Surfer (Season 1)
- Bill Smitrovich - Daredevil
- Gina Tuttle - Female TV Reporter
- James Warwick - Namor, Sam Jaggers